# Eleições legislativas nas Wallis e Futuna em 2007

As eleições legislativas de 2007 nas Walis e Fortuna elegeram os 20 membros da Assembleia Territorial daquele território ultramarino ligado à França.
Das 26 listas políticas que concorreram aos mandatos de cinco anos, vinte delas conseguiram eleger um deputado cada. A assembleia inclui três novos membros.
A afluência às urnas foi de cerca de 71%.
A escolha do Presidente da Assembleia esteve marcada para 6 de Abril mas acabou por realizar-se no dia 11 de Abril de 2007 devido ao mau tempo. A escolha acabaria por recair em Pesamino Taputai com doze votos a favor, que substitui assim Emeni Simete.